# Наджиев, Игорь Мислюмович
И́горь Мислю́мович Наджи́ев (род. 13 ноября 1967, Астрахань) — советский и российский певец, автор песен, композитор, поэт и актёр. С сольными концертами выступал на различных эстрадных площадках России, в том числе в Театре эстрады, Зале Церковных Соборов Храма Христа Спасителя. Выступал в США в Лас-Вегасе, участвовал во многих сборных концертах звёзд российской эстрады, в том числе в ГЦКЗ «Россия», Государственном Кремлёвском дворце, Крокус Сити холле. Участник фестиваля «Песня года», телевизионных программ «Шире круг», «Утренняя почта», «Голубой огонёк»,  «Музыкальный ринг» и «Суперстар! Возвращение».

## Биография

### Ранние годы
Родился в Астрахани. С четырёх лет начал обучаться музыке. Одновременно учился в трёх школах: общеобразовательной, художественной и музыкальной при Астраханской государственной консерватории. Параллельно играл в спектаклях театральной студии Астраханского дворца пионеров. В возрасте 14 лет получил приглашение стать солистом ВИА Астраханского трикотажного комбината. В 1983 году поступил на дирижёрско-хоровое отделение Астраханского музыкального училища им. М. П. Мусоргского и в 1986 году был выдвинут Астраханской областной филармонией на VI Всероссийский конкурс советской эстрадной песни «Сочи-86», где получил свою первую награду — Почётный диплом членов жюри конкурса, как автор-исполнитель. В том же году дебютировал на сцене Московского Государственного Театра эстрады в гала-концерте победителей конкурса «Сочи-86» и впервые снялся в новогодней программе «Шире круг» на Центральном телевидении.
По утверждению самого певца, на носу он сделал семь операций, причиной которых стала травма, полученная Наджиевым ещё в школьном возрасте. В интервью «Учительской газете» он подробно рассказал об этом:
При мне обидели девочку, я заступился и получил приличный удар в нос. Затем мне добавили ещё мячом на уроке физкультуры. В результате нос у меня сместился в сторону. А я уже тогда представлял себя только артистом. В Астрахани мне сделали три операции, но неудачно. Потом пришлось ещё четыре раза обращаться к хирургу — уже в Москве. Тут уж поневоле вспомнишь поговорку, что красота требует жертв.

### Карьера

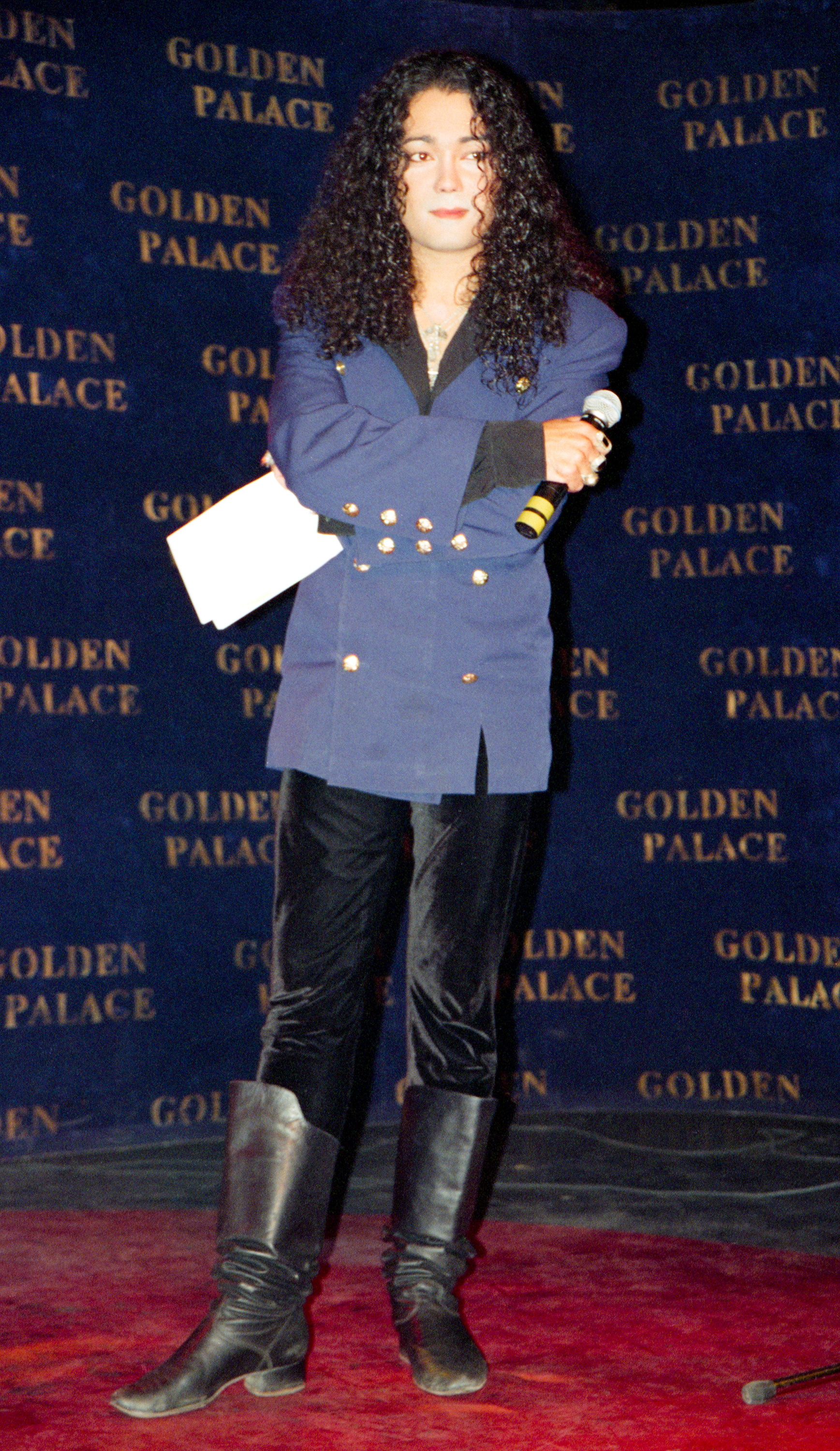
1998 год

Начиная с 1986 года — эстрадный певец, автор ряда сольных программ, в том числе, благодаря Борису Брунову, на сцене Московского Государственного Театра эстрады. Пик карьеры и популярности певца выпал на 1990-е годы. Обладатель многих призов и неправительственных наград, лауреат Всероссийских, Всесоюзных и Международных конкурсов и фестивалей артистов эстрады (31-й Международный конкурс популярной музыки «Балтик-фестиваль» г. Карлсхамн, Швеция, 1996 г.; Х Международный фестиваль популярной музыки «Золотой олень» г. Брашов, Румыния, 1997 г. и другие). Участвовал в 1995 году в гастролях популярной группы «Yaki-Da» в Украине и России.  
Своё становление как артиста певец связывает с поэтом Леонидом Дербенёвым и композитором Максимом Дунаевским. Вместе с ними он принял участие в работе над четырьмя художественными фильмами: «Белые ночи» (1992 г., режиссёр Леонид Квинихидзе), «Ребёнок к ноябрю» (1992 г., режиссёр Александр Павловский), «Мушкетёры двадцать лет спустя» (1992 г.) и «Тайна королевы Анны, или Мушкетёры тридцать лет спустя» (1993 г., режиссёр Георгий Юнгвальд-Хилькевич). Телеэкранная эпопея про мушкетёров — стала для певца знаковой. В фильмографии артиста насчитывается ещё несколько киноработ: «Русские амазонки» (2002 г., режиссёр Исаак Фридберг), «Слова и музыка» (2004 г., режиссёр Иван Соловов), «Это всё цветочки…» (2005 г., режиссёр Нонна Агаджанова), «Сашка, любовь моя!» (2007 г., режиссёр Олег Газе), «Улыбка судьбы» (2011 г., режиссёр Марина Мигунова), «Верное средство» (телесериал РЕН ТВ, 2013 г., режиссёр Борис Рабей), «Алмаз в шоколаде» («Мостелефильм», 2013 г., режиссёр Артур Богатов).
Известность получил благодаря таким песням, как «Ну, целуй!» (на стихи Сергея Есенина), «Свадебные свечи», «Капкан», «Надейся на Бога!» (на стихи Леонида Дербенёва), «Потерянная страна», «Что я без тебя?», «Ангел-хранитель», «Наша честь» (музыка Максима Дунаевского, стихи Леонида Дербенёва), «Самая лучшая женщина» (музыка Виктора Дорохина, стихи Любови Воропаевой), «В русском сердце…», «Была бы только Ты со мной…» (на стихи Геннадия Супонецкого), «Последняя любовь» (музыка Виталия Окорокова, стихи Аллы Гольцевой) в дуэте с Екатериной Шавриной, «Смуглянка» (музыка Анатолия Новикова, стихи Якова Шведова), «Есть только миг» (музыка Александра Зацепина, стихи Леонида Дербенёва), «Молитва», «За Россию!», «За Тебя!», «Я Тебя люблю!», «Мамина память», «Песня про Отца!», «Новый путь» (на стихи Святослава Моисеенко), «Русь многонациональная» (на стихи Игоря Наджиева и Святослава Моисеенко), «Боже, храни Россию!», «Удалые кони», «Над Афганом — небо-саван», «Если я не дойду…», «Дорога в Храм», «Страна моя» (полностью авторские) и другим. Является автором более 80 песен.

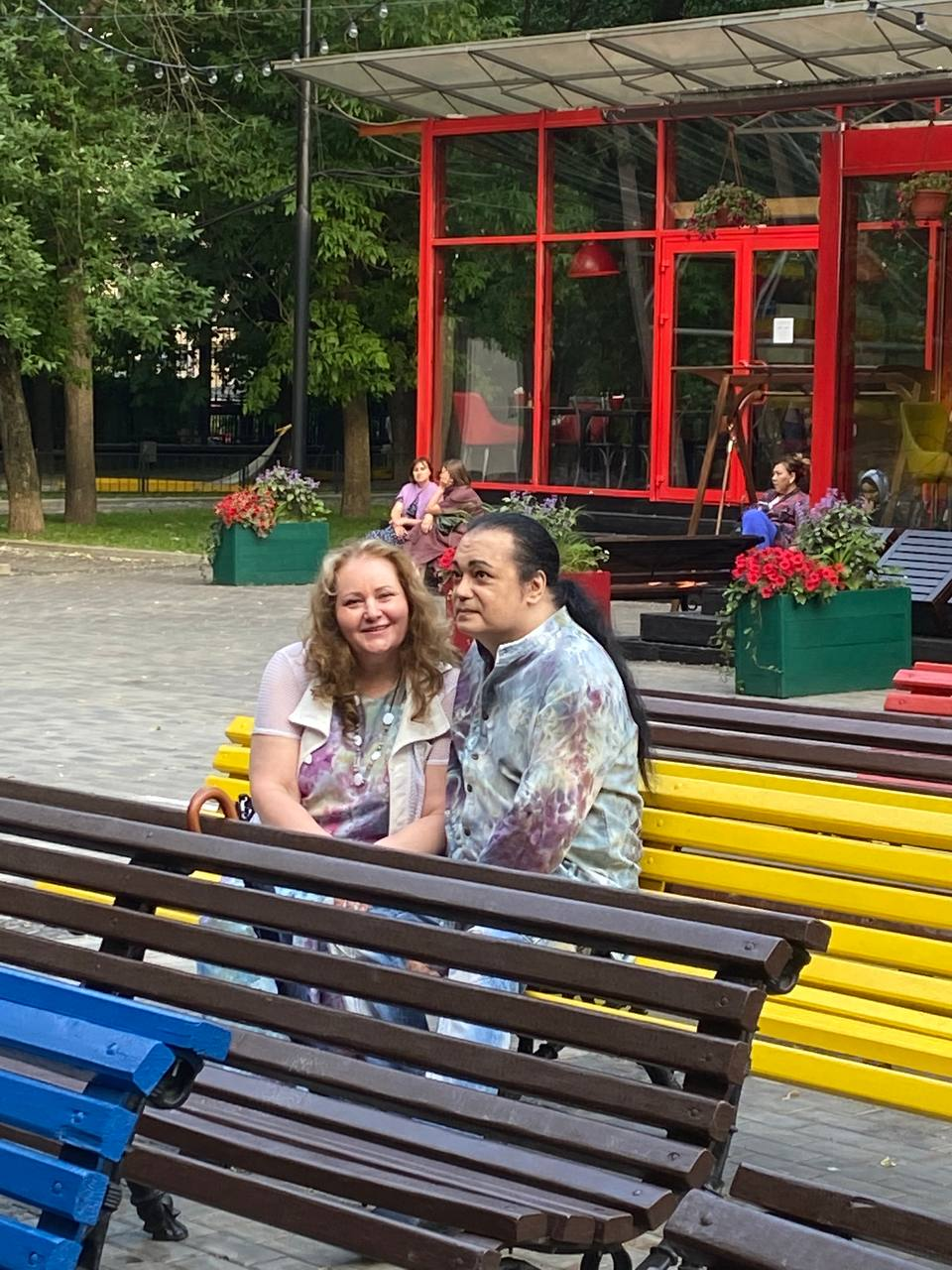
2023 год. Супруги Алла и Игорь Наджиевы в Саду Баумана во время съёмок видеоклипа на песню «Ты со мной!..» / «Благодарю»

В ноябре 2017 года был награждён медалью ордена «За заслуги перед Астраханской областью» губернатором Астраханской области Александром Жилкиным.
В 90-х годах  выступал в  таких популярных ночных клубах Москвы как «Метелица», «Golden Palace», «Манхэттен Экспресс». 
В 1992 году по результатам опроса хит-парада газеты «Вечерняя Москва» был назван открытием года. 
В 1994 году выступил на концерте Екатерины Шавриной в концертной студии «Останкино», исполнив с ней дуэт «Последняя любовь», что послужило началом их многолетнего сотрудничества. В дальнейшем неоднократно принимал участие в сольных концертах Шавриной, а также гастролировал с ней по России с совместными концертами.
В 1994 году с песней «Ну целуй меня, целуй» участвовал в концерте «Хит-парад Останкино». 
В 1995 году принял участие в проекте Ильи Резника и Максима Дунаевского — дуэте с певицей Ольгой Шеро (Шероновой) «Ренессанс-Рёдель». В рамках проекта при финансовой поддержке Алины Рёдель в Лос-Анджелесе были записаны песни для  альбома  «Потерянный рай» и сняты клипы «Потерянный рай» и «Нетелефонный разговор». Впоследствии они вошли в альбом Наджиева «Аленький цветок».
Выступал в Лас-Вегасе в шоу «Москва-2000» в 1999 году и в  шоу «Nebulae» в 2000 году.
В 2003 году участвовал в музыкальном шоу «Серебряный диск» (аналог «Музыкального ринга») на телеканале ТВЦентр, по результатам голосования в студии стал победителем шоу, выиграв у Бориса Моисеева.
В 2007 году участвовал в концерте, посвященном памяти композитора Владимира Мигули в Театре эстрады.
В 2009 году совместно с Михаилом Гребенщиковым выпустил клип на свою авторскую песню «Антигламурный хит/Жизнь телеэкранная» с резкой критикой российского шоу-бизнеса.
В 2011 году принял участие в джазовом проекте «Прелестное создание», исполнив романс «И это явь» на музыку Дениса Бриля. 
Принял участие в юбилейном концерте Ларисы Рубальской в Крокус Сити Холле в 2022 году, исполнив песню «Вика, Вика, Виктория» на музыку Сергея Березина, однако из телеверсии концерта выступления Наджиева и других артистов были вырезаны, этот факт активно обсуждался в СМИ. 
В 2022 году выступил на концерте памяти композитора Евгения Крылатова «Крылатые качели детства» в Государственном Кремлёвском дворце, на концерте исполнил песню «Песня моя» из телефильма «И это всё о нём» на стихи Евгения Евтушенко. 
1 июня 2023 года принял участие в концерте звёзд эстрады и артистов театра и кино «Всё лучшее — детям» в Государственном Кремлёвском дворце .  
В 2023 году стал участником и финалистом 4-го сезона музыкального шоу «Суперстар! Возвращение» на телеканале НТВ, и занял, по мнению жюри шоу, 2-е место, уступив победителю всего один балл. Но интернет-аудитория на разных интернет-площадках безоговорочно отдала первенство Игорю Наджиеву, обвинив членов жюри в несправедливом судействе. 
В 2024 году принял участие в ежегодном фестивале «ВОЛОГДАФЕСТ»  исполнив 6 песен.

## Общественная позиция
В самом начале карьеры написал и исполнил антивоенную «Песню про Афганистан» на конкурсе «Сочи-86». Несмотря на полученное признание, из-за этой песни имел проблемы с партийными чиновниками.
Наджиев высоко оценивает роль советского диссидентского движения, в частности академика Андрея Сахарова и Елены Боннэр.
В 1990-х был сторонником партии «Яблоко», на президентских выборах 2000 года поддерживал кандидатуру Григория Явлинского.
Поддержал политику Владимира Путина по Украине и Крыму. С 2016 года выступал в ДНР и ЛНР. При этом он выступил против обнуления сроков Путина в 2020 году. 
Выпустил клип «Русские не станут бояться» в поддержку вторжения России на Украину. В 2023 году призвал правительство не дать уехавшим артистам возможности заработка в России.

## Личная жизнь
Супруга  —  Алла Наджиева-Воронцова, концертный директор певца. В семье родились двое детей: дочь Ольга и сын Игорь.

## Работы

### Студийные альбомы
1. 1994 — «Потерянная страна» («Zeko-rekords») — CD, MC
2. 1995 — «Приходи» («Zeko-rekords») — CD, MC
3. 1997 — «Аленький цветок» — I часть Королевского альбома (концерн «Видеосервис») — CD, MC, стриминг
4. 2000 — «Клоун-король» — II часть Королевского альбома («АРС-Трейд») — CD, MC, стриминг
5. 2004 — «Моя судьба в Твоих руках…» («Мистерия звука») — CD
6. 2010 — «Я тебя люблю!» («Монолит») — CD
7. 2012 — «Была бы только Ты со мной…» («Монолит») — CD, стриминг
8. 2018 — «Боже, храни Россию!» — Юбилейный альбом: 50/30 лет на сцене («студия Игоря Наджиева») — CD

### Сборники
1. 2007 — «Имена на все времена. Игорь Наджиев» («Монолит») — CD, стриминг (под названием «Лучшие песни»)
2. 2011 — «Благодарю…» («Монолит») — MP3
3. 2021 — «Игорь Наджиев. Песни для кинофильмов» («Балт-Мьюзик») — стриминг

### Цифровые синглы
1. 2018 — «Белые лебеди» [дуэт с Галиной Улётовой]
2. 2021 — «Ну, целуй!» («Игорь Наджиев», «Igor Nadjiev», «ACN Music»)
3. 2021 — «Если есть любовь» [дуэт с Анне Вески]
4. 2021 — «Лезвием ножа» («Игорь Наджиев», «Igor Nadjiev», «ACN Music»)
5. 2022 — «Русские не станут бояться» [совместно с дуэтом  «Свои»]
6. 2023 — «Благодарю. Ты со мной» («Игорь Наджиев»)
7. 2023 — «Thank You Lord! You're with Me!» (англоязычная версия сингла «Благодарю. Ты со мной»)
8. 2024 — «Услада» («Игорь Наджиев», «Балт-Мьюзик»)
9. 2025 — «Помни, я есть у Тебя...»

### Концертные DVD
1. 2014 — «Игорь Наджиев. 20 лет спустя» («студия Игоря Наджиева»)
2. 2016 — «В русском сердце…» /посвящение Алле…/  («студия Игоря Наджиева»)

### Песни не входившие в собственные релизы, но входившие в сторонние сборники
1. 1999 — «Отрок» (с CD-промо перед выпуском альбома «Клоун-король», в сам альбом не вошла)
2. 2005 — «Этот мир» [дуэт с Игорем Тальковым-младшим] (альбом Талькова-младшего «Надо жить»)
3. 2006 — «Фатальная колесница» (трибьют-сборник памяти Игоря Талькова «Чистые пруды»)
4. 2007 — «Алёнушка» (студийная версия песни, трибьют-сборник памяти Евгения Мартынова «Яблони в цвету»)
5. 2009 — «Я жду весну» (трибьют-сборник памяти Анны Герман «Цветут сады в душе у нас...»)
6. 2009 — «Эхо любви» [дуэт с Галиной Невара] (трибьют-сборник памяти Анны Герман «Цветут сады в душе у нас...»)
7. 2010 — «I Love You» [дуэт с  Антониной Кароль] (сборник «Любимым и родным»)
8. 2011 — «Белая вьюга» [Dance Vesion] (сборник «Поехали! Выпуск 2»)
9. 2011 — «Лето» (сборник «Здравствуй, лето! 2»)
10. 2012 — «Белая вьюга» [Disco Vesion] (сборник «Новогодний корпоратив»)
11. 2019 — «Если ты вдруг не придёшь» (авторский сборник Анны Ахмедовой «Любовь моя»)
12. 2021 — «Колыбельная» (авторский сборник «Советские песни композитора Алексея Чёрного»)
13. 2024 — «Мне бы губы твои целовать» (авторский сборник Марка Тайтлера «Ещё не поздно»)
14. 2024 — «Красавица моя» (авторский сборник Марка Тайтлера «О любви»)
15. ??? —  «Пой, гитара» [дуэт с Любовью Белогородцевой] (студийная версия песни, сборник «Дуэт-парад в стиле шансон»)

### Видеография
1. «Тени» (1991)
2. «Ну, целуй!» (1992)
3. «Наша честь» (1992)
4. «Ну, целуй!» (1993)
5. «Приходи» (1995)
6. «Чужая невеста» (1995)
7. «Нарисует дождь» (1995)
8. «Нетелефонный разговор» (1995)
9. «Мой потерянный рай» (1995)
10. «Моя маленькая леди» (1995)
11. «Ну, целуй!» (1996)
12. «Аленький цветок» (1997)
13. «Клоун-король» (1999)
14. «На паперти любви» (1999)
15. «Твоя жизнь» (1999)
16. «Корабли» (1999)
17. «Аленький цветок» (1999)
18. «Ну, целуй!» (Remix) (1999)
19. «Любите врагов ваших» / «Ядовитая змея» (2001)
20. «Боже, храни Россию!» (2004)
21. «Есть только миг» (2005)
22. «Антигламурный хит» / «Жизнь телеэкранная» (2009)
23. «В русском сердце…» (2009)
24. «За тебя» (2013)
25. «За тебя» (2013)
26. «Новый путь» (2013)
27. «Не упрекай меня, мой отче» (2015)
28. «Была бы только ты со мной…» (2015)
29. «За Россию!» (2015)
30. «Надейся на Бога!» (2015)
31. «Исповедь» (2017)
32. «Боже, храни Россию!» (Remix) (2017)
33. «Русь многонациональная» (2017)
34. «Матушка Россия» (2018)
35. «Ангелы» (2018)
36. «Не забуду» (2019)
37. «Надеяться на Бога!» (2019)
38. «Корабли» (Remix) (2019)
39. «Страна моя» (2019)
40. «Посадите дерево» (2019)
41. «Я от бабушки слышал…» (2020)
42. «Сон сестры Клеопатры» / «Цветы» (2020)
43. «Люблю бывать по временам…» (2020)
44. «Если я не дойду…» (2020)
45. «Ты — жизнь моя!» (2020)
46. «Когда мне трудно, я молчу…» (2020)
47. «Жди меня» (2020).
48. «Пойми меня» (2020)
49. «Двое» / «Мой старый друг…» (2020)
50. «Я тебя люблю!» (2021)
51. «Посвящение Брату» / «Я трачу жизнь свою напрасно…» (2021)
52. «Настанет миг» (2021)
53. «Между…» (2021)
54. «Незабвенные года» (2021)
55. «Молитва о малом» (2021)
56. «Настанет миг» /версия № 2/ (2021)
57. «Песня про Отца!» (2021)
58. «Между…» /версия № 2/ (2021)
59. «Знаешь, Мир Прекрасен!» (2022)
60. «Жил-был я…» (2022)
61. «Памятник» / «Я памятник себе воздвиг нерукотворный…» (2022)
62. «Мамина память» (2022)
63. «Где же Правда на Земле?..» (2022)
64. «Всем хочется Добра!» (2022)
65. «Я славлю Женщину!..» (2022)
66. «Грёзы» (2022)
67. «Молю Тебя, Святая Дева!» (2022)
68. «Барьер» (2022)
69. «Русские не станут бояться!» (2022)
70. «Глухонемая любовь» (2022)
71. «Где же Правда на Земле?..» (2022)
72. «Низкий дом» / «Да! Теперь решено. Без возврата (Есенин)» (2022)
73. «Русские не станут бояться!» (Remix) (2023)
74. «Новый год» (2023)
75. «Я Верю…» / «Русь Святая!» (2023)
76. «Миром Правит Бог!» / «Barcelona (песня)» (2023)
77. «Лезвием ножа» (2023)
78. «Ты на свете есть!..» (2023)
79. «Ты со мной!..» / «Благодарю» (2023)
80. «Спасибо, Друг…» / «Последний приют» (2023)
81. «О, Господи!» / «Кто так решил?..» (2023)
82. «Где Ты?» (2023)
83. «Война» (2023)
84. «Первая встреча» / «Historia de un amor» (2023)
85. «Сон сестры Клеопатры» / «Цветы» (2023)
86. «Благодарю…» (2023)
87. «Я вернусь…» (2023)
88. «Знай!..» / «Smile» (2024)
89. «Однажды Ты» (2024)
90. «Мадонна» (Remix) (2024)
91. «Гадалка» (Remix) (2024)
92. «Нелюдимая» (2024)
93. «То, что я должен сказать» (2024)
94. «Услада» (2024)
95. «Желаю Вам» (2024)
96. «Песня Бастинды» (2024)
97. «Ты - мой Подарок Бога!» / «From Souvenirs to Souvenirs» (2024)
98. «О нём» (2024)
99. «Я Тебя отпускаю...» (2024)
100. «Колокол» (2024)
101. «Будет другая жизнь...» (2024)
102. «Над Афганом — небо саван» (2024)
103. «Приходи» Remix (2025)
104. «Приказ» (2025)
105. «Колокол» (2025)
106. «Минуты и часы стремительно летели... » (2025)
107. «Где же правда на Земле?..» (2025)

### Фильмография
Исполнение песен
1. 1992 — «Белые ночи» (песни «Круг», «Тени» и дуэт с  Еленой Кузьминой «Верить в счастье»)
2. 1992 — «Ребёнок к ноябрю» (песня «Какое дело?»)
3. 1992 — «Мушкетёры двадцать лет спустя» (песни «Ангел-хранитель», «Наша честь», «Что я без тебя?», «Песня о матери» и «Я боюсь этой тьмы»)
4. 1993 — «Тайна королевы Анны, или Мушкетёры тридцать лет спустя» (оригинальная версия фильма; песни «Ангел-хранитель», «Ах, короли!», «Песенка про ложь» и «Надейся на Бога»)
5. 2005 — «Это всё цветочки» (песня «Сумерки»)
6. 2007 — «Сашка, любовь моя» (песня «Нужен только предлог»)

Актёрские роли
1. 2002 — «Русские амазонки» — Роман Лялин
2. 2004 — «Слова и музыка» — Шубин, певец
3. 2005 — «Это всё цветочки» — Игорь
4. 2011 — «Улыбка судьбы» — цыганский барон
5. 2013 — «Верное средство» — цыганский барон Пётр Изумрудов
6. 2013 — «Алмаз в шоколаде» — камео Игорь Наджиев

### Роли в мюзиклах и спектаклях
1. 2000 — «Nebulae» (шоу в Лас-Вегасе)
2. 2002 — «Призрак ночи» (рок-опера)

### Московский детский театр эстрады
1. 2023 — «Малыш и Карлсон» — Фрекен Бок[82]
2. 2024 — «Пигмалион» — Генри Хиггинс[8]
3. 2025 — «Мастер и Маргарита» — Понтий Пилат
4. 2025 — «Волшебная лампа Алладина» — Султан

## Награды
- 2007 — Орден Михайло Ломоносова за заслуги и большой личный вклад в развитие отечественной культуры и искусства (Национальный комитет общественных наград Российской Федерации)[83]
- 2017 — Медаль ордена «За заслуги перед Астраханской областью»[84]